# Kate Moses
Kate Moses (ur. 1962 w San Francisco) – redaktor i kierownik literacki w „San Francisco's Intersection for the Arts”. Debiutowała powieścią o Sylvii Plath Przezimowanie (2003), która doczekała się międzynarodowego uznania i została przełożona na piętnaście języków.